# El Gumio
El Gumio es una aldea perteneciente a la parroquia de Rozadas, en el concejo de Boal, comarca de Eo-Navia, Principado de Asturias, España.
No hay disponibles datos referentes a su población (INE, 2013) y se encuentra a unos 600 m de altura sobre el nivel del mar. Dista unos 7,5 km de la capital del concejo, tomando desde ésta la carretera AS-22 en dirección a Vegadeo.